# بني منصور (الحيمة الداخلية)

تعديل مصدري - تعديل

بني منصور هي إحدى قرى عزلة بني عمرو بمديرية الحيمة الداخلية التابعة لمحافظة صنعاء، بلغ تعداد سكانها 985 نسمة حسب تعداد اليمن لعام 2004.